# ヴォルフガング・ツィルツァー
ヴォルフガング・ツィルツァー（Wolfgang Zilzer、1901年1月20日 - 1991年6月26日）は、アメリカ合衆国の俳優。

## 出演作品
- マタ・ハリ
- 妖花アラウネ
- テレーズ・ラカン
- 青髭八人目の妻
- ニノチカ
- 偉人エーリッヒ博士
- 生きるべきか死ぬべきか
- カサブランカ
- カーネギー・ホール